# Grammodes microgonia
Grammodes microgonia är en fjärilsart som beskrevs av George Francis Hampson 1910. Grammodes microgonia ingår i släktet Grammodes och familjen nattflyn. Inga underarter finns listade i Catalogue of Life.

## Bildgalleri

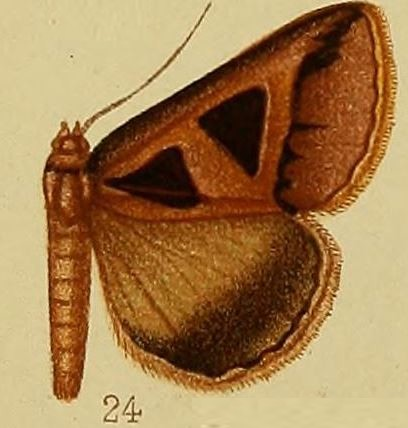